# Felipe Galindo Chávez y Pineda
Felipe Galindo Chávez y Pineda (13 de julho de 1641 - 12 de julho de 1694) foi um prelado católico romano que serviu como bispo de Guadalajara (1695–1702).

## Biografia
Felipe Galindo Chávez y Pineda nasceu em Veracruz, México, e foi ordenado sacerdote na Ordem dos Pregadores. A 30 de maio de 1695, foi nomeado pelo Rei da Espanha e confirmado pelo Papa Inocêncio XII como Bispo de Guadalajara.
No dia 30 de novembro de 1695, foi consagrado bispo por Manuel Fernández de Santa Cruz y Sahagún, bispo de Tlaxcala. Serviu como Bispo de Guadalajara até à sua morte a 7 de março de 1702.